# Campeonato Paranaense de Futebol de 2019
O Campeonato Paranaense de Futebol de 2019 foi a 105° edição do Campeonato Paranaense de Futebol e contou com a presença de 12 times.
O torneio classificou os quatro primeiros colocados para a Copa do Brasil de 2020. Além disso, os dois melhores colocados que não pertençam ao Campeonato Brasileiro das Séries A, B e C tiveram vaga na Série D 2020. A outra vaga do estado na Série D 2020 foi do campeão da Taça FPF de 2019.

## Regulamento
O Campeonato Paranaense de Futebol de 2019, foi disputado em três fases: Primeira Taça, Segunda Taça e Final.
Taça Barcímio Sicupira Júnior
A FPF homenageou Sicupira dando a ele o nome da Primeira Taça do Campeonato de 2019. Sicupira foi futebolista e comentarista esportivo. Foi destaque no Atlético Paranaense.
Na Primeira Taça, as 12 equipes serão divididas em dois grupos - A e B. As equipes do Grupo A enfrentarão as equipes do Grupo B em turno único, de 6 rodadas, classificando-se para as semifinais, os 2 melhores posicionados de cada grupo.
Nas semifinais, as equipes classificadas farão cruzamento e os vencedores dos respectivos confrontos avançam à final. O primeiro colocado do Grupo A enfrentará o segundo colocado do mesmo grupo, o mesmo acontece ao Grupo B. Cada confronto será realizado em partida única e em caso de empate, o vencedor será definido em cobranças de pênaltis. O mesmo sistema é posto à final da fase. O campeão garantirá vaga na final.
Taça Dirceu Krüger
A FPF homenageou Dirceu Krüger dando a ele o nome da Segunda Taça do Campeonato de 2019. Dirceu foi futebolista e treinador do Coritiba. Nos gramados foi 7 vezes campeão do paranaense pelo Coxa. 
Na Segunda Taça, as 12 equipes serão divididas em dois grupos - A e B. As equipes jogarão dentro dos seus respectivos grupos em turno único, de 5 rodadas, classificando-se para as semifinais, os 2 melhores posicionados de cada grupo.
Nas semifinais, as equipes classificadas farão cruzamento e os vencedores dos respectivos confrontos avançam à final. O primeiro colocado do Grupo A enfrentará o segundo colocado do Grupo B, e o primeiro colocado do Grupo B enfrentará o segundo colocado do Grupo A. Cada confronto será realizado em partida única e em caso de empate, o vencedor será definido em cobranças de pênaltis. O mesmo sistema é posto à final da fase. O campeão garantirá vaga na final.
Critérios de Desempate da Fase Classificatória da Primeira e Segunda Taça
1. Número de vitórias;
2. saldo de gols;
3. número de gols a favor;
4. menor número de cartões vermelhos;
5. sorteio.

Final
Na grande final, os dois times campeões da 1.ª e 2.ª taça se enfrentarão em dois jogos para definir o campeão Paranaense de 2019. O mando de campo do segundo jogo será da equipe mais qualificada nas duas taças. Caso a mesma equipe tenha vencido as duas taças, essa será declarada campeã. Se na final o resultado terminar empatado, será critério de desempate o saldo de gols e persistindo o empate, será realizada cobranças de pênaltis.

## Participantes
| Clube | Cidade        | Em 2018         | Estádio           | Capacidade | Títulos             | Participação |
| --- | ------------- | --------------- | ----------------- | ---------- | ------------------- | ------------ |
| Athletico-PR | Curitiba      | 1º Lugar        | Arena da Baixada  | 43.000     | 23 último em 2018)  | 85           |
| Cascavel CR | Cascavel      | 2º (2ª Divisão) | Olímpico Regional | 28.125     | 1 (último em 1980)  | 07           |
| Cianorte | Cianorte      | 6º Lugar        | Albino Turbay     | 3.000      | 0 (não possui)      | 14           |
| Coritiba | Curitiba      | 2º Lugar        | Couto Pereira     | 40.310     | 38 (último em 2017) | 95           |
| FC Cascavel | Cascavel      | 8º Lugar        | Olímpico Regional | 28.125     | 0 (não possui)      | 05           |
| Foz do Iguaçu | Foz do Iguaçu | 3º Lugar        | Estádio do ABC    | 12.000     | 0 (não possui)      | 06           |
| Londrina | Londrina      | 7º Lugar        | Estádio do Café   | 30.000     | 4 (último em 2014)  | 45           |
| Maringá | Maringá       | 5º Lugar        | Willie Davids     | 21.600     | 0 (não possui)      | 05           |
| Operário | Ponta Grossa  | 1º (2ª Divisão) | Germano Krüger    | 10.632     | 1 (último em 2015)  | 47           |
| Paraná Clube | Curitiba      | 4º Lugar        | Vila Capanema     | 20.083     | 7 (último em 2006)  | 26           |
| Rio Branco | Paranaguá     | 10º Lugar       | Estradinha        | 4.500      | 0 (não possui)      | 50           |
| Toledo | Toledo        | 9º Lugar        | 14 de Dezembro    | 15.280     | 0 (não possui)      | 10           |
| Curitiba Athletico Coritiba Paraná Cascavel CR FC Cascavel Cianorte Foz do Iguaçu Londrina Operário Maringá Rio Branco ToledoLocalização das equipes participantes. |               |                 |                   |            |                     |              |

## Primeira Taça

### Taça Barcímio Sicupira Júnior
Grupo A
| Pos | Equipe               | PG | J | V | E | D | GP | GS | SG  | %  | Classificação                                   |
| --- | -------------------- | -- | - | - | - | - | -- | -- | --- | -- | ----------------------------------------------- |
| 1   | Toledo               | 10 | 6 | 2 | 4 | 0 | 6  | 3  | +3  | 55 | Classificados para a semifinal da Primeira Taça |
| 2   | Operário-PR          | 9  | 6 | 2 | 3 | 1 | 6  | 4  | +2  | 50 | Classificados para a semifinal da Primeira Taça |
| 3   | Maringá              | 9  | 6 | 2 | 3 | 1 | 6  | 5  | +1  | 50 |                                                 |
| 4   | Londrina             | 8  | 6 | 2 | 2 | 2 | 7  | 6  | +1  | 44 |                                                 |
| 5   | Athletico Paranaense | 8  | 6 | 2 | 2 | 2 | 5  | 4  | +1  | 44 |                                                 |
| 6   | Foz do Iguaçu        | 1  | 6 | 0 | 1 | 5 | 0  | 13 | –13 | 5  |                                                 |

Grupo B
| Pos | Equipe        | PG | J | V | E | D | GP | GS | SG | %  | Classificação                                   |
| --- | ------------- | -- | - | - | - | - | -- | -- | -- | -- | ----------------------------------------------- |
| 1   | FC Cascavel   | 11 | 6 | 3 | 2 | 1 | 7  | 3  | +4 | 61 | Classificados para a semifinal da Primeira Taça |
| 2   | Coritiba      | 10 | 6 | 2 | 4 | 0 | 9  | 4  | +5 | 55 | Classificados para a semifinal da Primeira Taça |
| 3   | Paraná        | 9  | 6 | 2 | 3 | 1 | 7  | 3  | +4 | 50 |                                                 |
| 4   | Cianorte      | 7  | 6 | 1 | 4 | 1 | 1  | 1  | 0  | 38 |                                                 |
| 5   | Cascavel CR   | 6  | 6 | 2 | 0 | 4 | 5  | 9  | –4 | 33 |                                                 |
| 6   | Rio Branco-PR | 5  | 6 | 1 | 2 | 3 | 6  | 10 | –4 | 27 |                                                 |

#### Desempenho por rodada
|         | Rodadas | Rodadas | Rodadas | Rodadas | Rodadas | Rodadas | Rodadas |
| ------- | ------- | ------- | ------- | ------- | ------- | ------- | ------- |
| 1       | 2       | 3       | 4       | 5       | 6       |         |         |
| Grupo A | OPE     | LON     | OPE     | LON     | LON     | TOL     |         |
| Grupo B | CFC     | CFC     | CFC     | CFC     | FCC     | FCC     |         |

|         | Rodadas | Rodadas | Rodadas | Rodadas | Rodadas | Rodadas | Rodadas |
| ------- | ------- | ------- | ------- | ------- | ------- | ------- | ------- |
| 1       | 2       | 3       | 4       | 5       | 6       |         |         |
| Grupo A | FOZ     | FOZ     | FOZ     | FOZ     | FOZ     | FOZ     |         |
| Grupo B | PAR     | RBR     | RBR     | RBR     | RBR     | RBR     |         |

##### Fase final
Em itálico, as equipes que jogarão em casa por ter melhor campanha e em negrito os times vencedores das partidas. Caso as partidas terminem empatadas, será feita a disputa por pênaltis.
|  | Semifinais      | Semifinais |       |  | Final           | Final |  |
|  |                 |            |       |  |                 |       |  |
|  | 17 de fevereiro |            |       |  |                 |       |  |
|  | Toledo          | 1 (3)      |       |  |                 |       |  |
|  | Operário-PR     | 1 (1)      |       |  |                 |       |  |
|  |                 |            |       |  |                 |       |  |
|  |                 |            |       |  | 24 de fevereiro |       |  |
|  |                 |            |       |  | Toledo          | 1 (3) |  |
|  |                 | Coritiba   | 1 (2) |  |                 |       |  |
|  |                 |            |       |  |                 |       |  |
|  |                 |            |       |  |                 |       |  |
|  |                 |            |       |  |                 |       |  |
|  | 17 de fevereiro |            |       |  |                 |       |  |
|  | FC Cascavel     | 0 (3)      |       |  |                 |       |  |
|  | Coritiba        | 0 (5)      |       |  |                 |       |  |

##### Premiação
| Primeira Taça                            |
| Toledo                                   |
| ---------------------------------------- |
| Toledo Esporte Clube Campeão (1º título) |

## Segunda Taça

### Taça Dirceu Krüger
Grupo A
| Pos | Equipe               | PG | J | V | E | D | GP | GS | SG  | %  | Classificação                                  |
| --- | -------------------- | -- | - | - | - | - | -- | -- | --- | -- | ---------------------------------------------- |
| 1   | Athletico Paranaense | 12 | 5 | 4 | 0 | 1 | 18 | 7  | +11 | 80 | Classificados para a semifinal da Segunda Taça |
| 2   | Londrina             | 11 | 5 | 3 | 2 | 0 | 10 | 5  | +5  | 73 | Classificados para a semifinal da Segunda Taça |
| 3   | Operário-PR          | 8  | 5 | 2 | 2 | 1 | 5  | 5  | 0   | 53 |                                                |
| 4   | Foz do Iguaçu        | 5  | 5 | 1 | 2 | 2 | 2  | 3  | –1  | 33 |                                                |
| 5   | Maringá              | 3  | 5 | 1 | 0 | 4 | 4  | 9  | –5  | 20 |                                                |
| 6   | Toledo               | 2  | 5 | 0 | 2 | 3 | 5  | 15 | –10 | 13 |                                                |

Grupo B
| Pos | Equipe        | PG | J | V | E | D | GP | GS | SG | %  | Classificação                                  |
| --- | ------------- | -- | - | - | - | - | -- | -- | -- | -- | ---------------------------------------------- |
| 1   | Coritiba      | 10 | 5 | 3 | 1 | 1 | 8  | 2  | +6 | 66 | Classificados para a semifinal da Segunda Taça |
| 2   | Rio Branco-PR | 10 | 5 | 3 | 1 | 1 | 4  | 2  | +2 | 66 | Classificados para a semifinal da Segunda Taça |
| 3   | Cascavel CR   | 7  | 5 | 2 | 1 | 2 | 4  | 6  | –2 | 46 |                                                |
| 4   | Paraná        | 6  | 5 | 2 | 0 | 3 | 7  | 6  | +1 | 40 |                                                |
| 5   | Cianorte      | 6  | 5 | 2 | 0 | 3 | 3  | 8  | –5 | 40 |                                                |
| 6   | FC Cascavel   | 4  | 5 | 1 | 1 | 3 | 4  | 6  | –2 | 26 |                                                |

#### Desempenho por rodada
|         | Rodadas | Rodadas | Rodadas | Rodadas | Rodadas | Rodadas |
| ------- | ------- | ------- | ------- | ------- | ------- | ------- |
| 1       | 2       | 3       | 4       | 5       |         |         |
| Grupo A | CAP     | CAP     | CAP     | CAP     | CAP     |         |
| Grupo B | CFC     | CFC     | CFC     | CFC     | CFC     |         |

|         | Rodadas | Rodadas | Rodadas | Rodadas | Rodadas | Rodadas |
| ------- | ------- | ------- | ------- | ------- | ------- | ------- |
| 1       | 2       | 3       | 4       | 5       |         |         |
| Grupo A | TOL     | TOL     | MAR     | MAR     | TOL     |         |
| Grupo B | CIA     | FCC     | FCC     | FCC     | FCC     |         |

##### Fase final
Em itálico, as equipes que jogarão em casa por ter melhor campanha e em negrito os times vencedores das partidas. Caso as partidas terminem empatadas, será feita a disputa por pênaltis.
|  | Semifinais           | Semifinais |       |  | Final                | Final |  |
|  |                      |            |       |  |                      |       |  |
|  | 6 de abril           |            |       |  |                      |       |  |
|  | Athletico Paranaense | 3          |       |  |                      |       |  |
|  | Rio Branco-PR        | 0          |       |  |                      |       |  |
|  |                      |            |       |  |                      |       |  |
|  |                      |            |       |  | 10 de abril          |       |  |
|  |                      |            |       |  | Athletico Paranaense | 1 (7) |  |
|  |                      | Coritiba   | 1 (6) |  |                      |       |  |
|  |                      |            |       |  |                      |       |  |
|  |                      |            |       |  |                      |       |  |
|  |                      |            |       |  |                      |       |  |
|  | 7 de abril           |            |       |  |                      |       |  |
|  | Coritiba             | 2          |       |  |                      |       |  |
|  | Londrina             | 1          |       |  |                      |       |  |

##### Premiação
| Segunda Taça                                  |
| Curitiba                                      |
| --------------------------------------------- |
| Club Athletico Paranaense Campeão (2º título) |

## Final
Ida
| 14 de abril | Toledo         | 1 – 0  | Athletico Paranaense | Estádio 14 de Dezembro, Toledo                                        |
| 16:00       | Fandinho 90+2' | Súmula |                      | Público: 3 738 Renda: R$ 144.130,00 Árbitro: PR Leonardo Sígari Zanon |

| Toledo | Athletico-PR |

Volta
| 21 de abril | Athletico Paranaense | 1 – 0  | Toledo | Arena da Baixada, Curitiba                                              |
| 16:00       | Matheus Rosseto 7'   | Súmula |        | Público: 25 881 Renda: R$ 640.070,00 Árbitro: PR Rodolpho Toski Marques |

|                                                                      |       | Penalidades                                              |  |
| Bérgson Gabriel Poveda Lucas Halter Matheus Anjos Marquinho Khellven | 6 – 5 | Revson Jhonathan Léo Teles Guilherme Rend Pacato Adriano |  |

| Athletico-PR | Toledo |

## Classificação geral
O campeão e o vice estarão em primeiro e segundo lugar na classificação geral, independente da soma de pontos. Caso o mesmo clube vença as duas taças, o vice-campeão será o time com maior número de pontos somando a pontuação da Primeira Fase das duas Taças. As demais colocações serão ocupadas sucessivamente pelos demais clubes, considerando o total de pontos ganhos na Primeira Fase das duas Taças. Os dois últimos colocados serão rebaixados a Segunda Divisão 2020. Os quatro melhores colocados serão os representantes do estado na Copa do Brasil 2020 e os dois melhores colocados que não jogam nenhuma divisão do Campeonato Brasileiro, serão os representantes na Série D 2020.
- OPE ^ Como o Athletico Paranaense se classificou direto a fase final da Copa do Brasil de 2020, a vaga passou para o Operário-PR.

## Premiação
| Campeonato Paranaense de Futebol de 2019  |
| Curitiba                                  |
| ----------------------------------------- |
| Athletico Paranaense Campeão (24º título) |

## Estatísticas

### Artilharia
| \| Gols \| Jogador \| Equipe \| \| ---- \| --------- \| -------------------- \| \| 7 \| Rodrigão \| Coritiba \| \| 6 \| Bérgson \| Athletico Paranaense \| \| 6 \| Marquinho \| Athletico Paranaense \| \| 5 \| Jenison \| Paraná \| \| 4 \| Tocantins \| FC Cascavel \| \| 4 \| Germano \| Londrina \| |           |                      |
| Gols | Jogador   | Equipe               |
| 7 | Rodrigão  | Coritiba             |
| 6 | Bérgson   | Athletico Paranaense |
| 6 | Marquinho | Athletico Paranaense |
| 5 | Jenison   | Paraná               |
| 4 | Tocantins | FC Cascavel          |
| 4 | Germano   | Londrina             |

## Público
Considera-se o público pagante que consta nos Boletins Financeiros de cada partida fornecido pela Federação Paranaense de Futebol. 

### Maiores públicos
Estes são os dez maiores públicos do Campeonato. 
| Nº | Público | Mandante             | Placar    | Visitante     | Estádio           | Data            | Rodada              |
| -- | ------- | -------------------- | --------- | ------------- | ----------------- | --------------- | ------------------- |
| 1  | 25 881  | Athletico Paranaense | (6)1–0(5) | Toledo        | Arena da Baixada  | 21 de abril     | Final – Volta       |
| 2  | 15 215  | Athletico Paranaense | (7)1–1(6) | Coritiba      | Arena da Baixada  | 10 de abril     | Final – 2°Turno     |
| 3  | 9 853   | FC Cascavel          | (3)0–0(5) | Coritiba      | Olímpico Regional | 17 de fevereiro | Semifinal – 1°Turno |
| 4  | 8 891   | Athletico Paranaense | 1–2       | Coritiba      | Arena da Baixada  | 30 de janeiro   | 4ª – 1°Turno        |
| 5  | 8 206   | Athletico Paranaense | 3–0       | Rio Branco-PR | Arena da Baixada  | 6 de abril      | Semifinal – 2°Turno |
| 6  | 7 683   | Coritiba             | (2)1–1(3) | Toledo        | Couto Pereira     | 24 de fevereiro | Final – 1°Turno     |
| 7  | 6 437   | Athletico Paranaense | 2–1       | Foz do Iguaçu | Arena da Baixada  | 23 de março     | 4ª – 2°Turno        |
| 8  | 6 192   | Coritiba             | 2–1       | Londrina      | Couto Pereira     | 7 de abril      | Semifinal – 2°Turno |
| 9  | 6 070   | Athletico Paranaense | 0–1       | Cascavel CR   | Arena da Baixada  | 19 de janeiro   | 1ª – 1°Turno        |
| 10 | 5 947   | Athletico Paranaense | 8–2       | Toledo        | Arena da Baixada  | 10 de março     | 1ª – 2°Turno        |

### Menores públicos
Estes são os dez menores públicos do Campeonato. 
| Nº | Público[PP] | Mandante      | Placar | Visitante     | Estádio           | Data            | Rodada       |
| -- | ----------- | ------------- | ------ | ------------- | ----------------- | --------------- | ------------ |
| 1  | 48          | Foz do Iguaçu | 0–0    | Operário-PR   | Estádio do ABC    | 31 de março     | 5ª – 2°Turno |
| 2  | 110         | Cascavel CR   | 1–0    | Rio Branco-PR | Olímpico Regional | 10 de março     | 1ª – 2°Turno |
| 3  | 129         | Foz do Iguaçu | 0–0    | Toledo        | Estádio do ABC    | 20 de março     | 3ª – 2°Turno |
| 4  | 130         | Cascavel CR   | 1–0    | Coritiba      | Olímpico Regional | 20 de março     | 3ª – 2°Turno |
| 5  | 220         | Foz do Iguaçu | 1–0    | Maringá       | Estádio do ABC    | 10 de março     | 1ª – 2°Turno |
| 6  | 245         | Cianorte      | 1–0    | Cascavel CR   | Albino Turbay     | 17 de março     | 2ª – 2°Turno |
| 7  | 251         | Foz do Iguaçu | 0–2    | Cascavel CR   | Estádio do ABC    | 30 de janeiro   | 4ª – 1°Turno |
| 8  | 327         | Foz do Iguaçu | 0–0    | Cianorte      | Estádio do ABC    | 27 de janeiro   | 3ª – 1°Turno |
| 9  | 346         | Cascavel CR   | 1–2    | Toledo        | Olímpico Regional | 10 de fevereiro | 6ª – 1°Turno |
| 10 | 390         | Cascavel CR   | 1–2    | Maringá       | Olímpico Regional | 3 de fevereiro  | 5ª – 1°Turno |

### Média como mandante
Atualizado em 25 de abril de 2019.
| Pos.  | Time                 | Média | Total   | Mandos | Maior  | Menor | Arrecadação (R$) |
| ----- | -------------------- | ----- | ------- | ------ | ------ | ----- | ---------------- |
| 1     | Athletico Paranaense | 9 590 | 86 313  | 9      | 25 881 | 4 116 | 2 260 885,00     |
| 2     | FC Cascavel          | 4 818 | 28 970  | 6      | 9 853  | 1 990 | 626 580,00       |
| 3     | Coritiba             | 4 465 | 35 717  | 8      | 7 683  | 2 405 | 931 565,00       |
| 4     | Operário-PR          | 4 220 | 21 098  | 5      | 5 534  | 3 337 | 502 905,00       |
| 5     | Paraná               | 2 450 | 14 698  | 6      | 4 274  | 1 195 | 394 015,00       |
| 6     | Maringá              | 1 931 | 11 587  | 6      | 3 327  | 408   | 251 460,00       |
| 7     | Rio Branco-PR        | 1 692 | 8 460   | 5      | 2 781  | 549   | 189 558,00       |
| 8     | Toledo               | 1 607 | 11 246  | 7      | 3 846  | 437   | 362 220,00       |
| 9     | Londrina             | 971   | 4 855   | 5      | 1 556  | 414   | 120 636,00       |
| 10    | Cianorte             | 849   | 5 092   | 6      | 1 370  | 245   | 106 080,00       |
| 11    | Foz do Iguaçu        | 402   | 2 414   | 6      | 1 439  | 48    | 52 840,00        |
| 12    | Cascavel CR          | 392   | 1 959   | 5      | 983    | 110   | 50 280,00        |
| Total | Total                | 3 141 | 232 409 | 74     | 25 881 | 48    | 5 849 024,00     |

### Público Pagante por rodada
Taça Barcímio Sicupira Júnior
| Pos. | Time                 | Mandos | 1     | 2     | 3     | 4     | 5     | 6     | Semifinal | Final | Total  | Média |
| ---- | -------------------- | ------ | ----- | ----- | ----- | ----- | ----- | ----- | --------- | ----- | ------ | ----- |
| 1    | Athletico Paranaense | 3      | 6 070 | –     | –     | 8 891 | –     | 4 116 | –         | –     | 19 077 | 6 359 |
| 2    | FC Cascavel          | 4      | 4 362 | 5 076 | –     | –     | 3 948 | –     | 9 853     | –     | 23 239 | 5 810 |
| 3    | Coritiba             | 4      | –     | 4 146 | 4 508 | –     | 3 523 | –     | –         | 7 683 | 19 860 | 4 965 |
| 4    | Operário-PR          | 3      | –     | –     | 3 762 | 3 337 | –     | 5 534 | –         | –     | 12 633 | 4 211 |
| 5    | Paraná               | 3      | 4 274 | 2 091 | –     | –     | 3 559 | –     | –         | –     | 9 924  | 3 308 |
| 6    | Maringá              | 3      | 2 034 | –     | 3 327 | –     | –     | 2 479 | –         | –     | 7 840  | 2 613 |
| 7    | Toledo               | 4      | –     | 664   | –     | 1 138 | 896   | –     | 3 846     | –     | 6 544  | 1 636 |
| 8    | Rio Branco-PR        | 3      | –     | –     | 2 663 | –     | 849   | 549   | –         | –     | 4 061  | 1 354 |
| 9    | Cianorte             | 3      | 1 370 | 1 018 | –     | 760   | –     | –     | –         | –     | 3 148  | 1 049 |
| 10   | Londrina             | 3      | –     | –     | 779   | 846   | –     | 1 260 | –         | –     | 2 885  | 962   |
| 11   | Foz do Iguaçu        | 3      | 1 439 | –     | 327   | 251   | –     | –     | –         | –     | 2 017  | 672   |
| 12   | Cascavel CR          | 3      | –     | 983   | –     | –     | 390   | 346   | –         | –     | 1 719  | 573   |

Taça Dirceu Krüger
| Pos. | Time                 | Mandos | 1     | 2     | 3     | 4     | 5     | Semifinal | Final  | Total  | Média |
| ---- | -------------------- | ------ | ----- | ----- | ----- | ----- | ----- | --------- | ------ | ------ | ----- |
| 1    | Athletico Paranaense | 5      | 5 947 | –     | 5 550 | 6 437 | –     | 8 206     | 15 215 | 41 355 | 8 271 |
| 2    | Operário-PR          | 2      | 4 771 | –     | –     | 3 694 | –     | –         | –      | 8 465  | 4 233 |
| 3    | Coritiba             | 4      | –     | 3 274 | –     | 3 986 | 2 405 | 6 192     | –      | 15 857 | 3 964 |
| 4    | FC Cascavel          | 2      | –     | –     | 1 990 | –     | 3 741 | –         | –      | 5 731  | 2 866 |
| 5    | Rio Branco-PR        | 2      | –     | 1 618 | –     | –     | 2 781 | –         | –      | 4 399  | 2 200 |
| 6    | Paraná               | 3      | 1 332 | –     | 1 247 | 1 195 | –     | –         | –      | 4 774  | 1 591 |
| 7    | Maringá              | 3      | –     | 2 101 | 1 238 | –     | 408   | –         | –      | 3 747  | 1 249 |
| 8    | Londrina             | 2      | –     | 414   | –     | –     | 1 556 | –         | –      | 1 970  | 985   |
| 9    | Cianorte             | 3      | 1 109 | 245   | –     | 590   | –     | –         | –      | 1 944  | 648   |
| 10   | Toledo               | 2      | –     | 527   | –     | 437   | –     | –         | –      | 964    | 482   |
| 11   | Foz do Iguaçu        | 3      | 220   | –     | 129   | –     | 48    | –         | –      | 397    | 132   |
| 12   | Cascavel CR          | 2      | 110   | –     | 130   | –     | –     | –         | –      | 240    | 120   |

Final
| Pos. | Time                | Mandos | IDA   | VOLTA  | Total  | Média  |
| ---- | ------------------- | ------ | ----- | ------ | ------ | ------ |
| 1    | Atlético Paranaense | 1      | –     | 25 881 | 25 881 | 25 881 |
| 2    | Toledo              | 1      | 3 738 | –      | 3 738  | 3 738  |

## Transmissão
A RPC TV (afiliada da Rede Globo) detém todos os direitos de transmissão para a temporada de 2019 pela TV aberta.

### Jogos transmitidos pela RPC TV

#### 1ª Taça Barcímio Sicupira Jr. - 2019
- 1ª rodada - Paraná Clube 0–1 Operário-PR - 20 de janeiro (Dom) - 17:00
- 2ª rodada - nenhum jogo foi transmitido pela TV aberta nessa rodada
- 3ª rodada - Coritiba 1–1 Toledo - 27 de janeiro (Dom) - 17:00
- 4ª rodada - nenhum jogo foi transmitido pela TV aberta nessa rodada
- 5ª rodada - Paraná Clube 1–1 Athletico Paranaense - 3 de fevereiro (Dom) - 17:00
- 6ª rodada - Operário-PR 2–2 Coritiba - 10 de fevereiro (Dom) - 17:00
- Semifinal - FC Cascavel 0(3)–0(5) Coritiba - 17 de fevereiro (Dom) - 17:00
- Final - Coritiba 1(2)–1(3) Toledo - 24 de fevereiro (Dom) - 17:00

#### 2ª Taça Dirceu Krügerb - 2019
- 1ª rodada - Athletico Paranaense 8–2 Toledo - 10 de março (Dom) - 16:00
- 2ª rodada - Maringá 0–4 Athletico Paranaense - 17 de março (Dom) - 16:00
- 3ª rodada - Athletico Paranaense 3–0 Operário-PR - 20 de março (Qua) - 21:30
- 4ª rodada - Coritiba 1–1 Rio Branco-PR - 24 de março (Dom) - 16:00
- 5ª rodada - Coritiba 1–0 Paraná Clube - 31 de março (Dom) - 16:00
- Semifinal - Coritiba 2–1 Londrina - 7 de abril (Dom) - 16:00
- Final - Athletico Paranaense 1(7)–1(6) Coritiba - 10 de abril (Qua) - 21:30

#### Final
- Ida - Toledo 1–0 Athletico Paranaense - 14 de abril (Dom) - 16:00
- Volta - Athletico Paranaense 1(6)–0(5) Toledo - 21 de abril (Dom) - 16:00